# West Dundee
West Dundee é uma vila localizada no estado americano de Illinois, no Condado de Kane.

## Demografia
Segundo o censo americano de 2000, a sua população era de 5428 habitantes.
Em 2006, foi estimada uma população de 7964, um aumento de 2536 (46.7%).

## Geografia
De acordo com o United States Census Bureau tem uma área de
7,1 km², dos quais 6,9 km² cobertos por terra e 0,2 km² cobertos por água.

## Localidades na vizinhança
O diagrama seguinte representa as localidades num raio de 8 km ao redor de West Dundee.